# 莱茵贝格
莱茵贝格（德語：Rheinberg，發音：[ˈʁaɪnbɛʁk] ⓘ）是德国北莱茵-威斯特法伦州杜塞尔多夫行政区韦瑟尔县的城市，面积75.24平方千米，2023年12月31日人口为31,096人。

## 友好城市
莱茵贝格与以下城市结为友好城市：
- 德国 霍恩施泰因-恩斯塔尔
- 法國 滨海蒙特勒伊